# Anisoptera reticulata
Anisoptera reticulata là một loài thực vật]] thuộc họ Dipterocarpaceae. Loài này có ở Brunei và Malaysia.